# إلياس فرنانديز
إلياس فرنانديز (بالإسبانية: Elías Fernández Albano) (و. 1845 – 1910 م) هو محام، وسياسي من تشيلي ولد في سانتياغو.
تولى منصب رئيس تشيلي (1910-08-16–1910-09-06) .

## التعليم
تعلم في جامعة تشيلي.